# Meyr Moritz Beck
Meyr Moritz Beck (n. 13/24 decembrie/ 1845, Ungaria – d. 27 februarie 1923, București) a fost un rabin, teolog  pedagog, istoric și publicist evreu român, originar din Ungaria, istoric al comunității evreiești din România.

## Biografie
Rabinul Dr. Meyr (Moritz) Beck s-a născut la data de 13/25 decembrie 1845, în a doua zi de Hanuka, în orașul Pápa, în comitatul Veszprém din Ungaria. Părinții săi erau foarte săraci, mama a murit de holeră, când Meyr avea 10 ani (în seara de Kol Nidre). A învățat ebraica și cărțile sfinte iudaice cu un profesor privat, Solomon Josef Goldberg, ulterior și cu Leopold Löw (viitor rabin la Seghedin) și cu Rabinul Malbim. 
La vârsta de 13 ani a intrat pentru trei ani la un gimnaziu catolic-benedictin, unde disciplina și studiul erau reguli stricte. A terminat studiile secundare la un colegiu creștin  reformat, fiind remarcat și acordându-i-se bursă. La rândul său, a meditat copii pentru învățământ. În anul 1863, se află la Budapesta, iar în anul 1865 își începe studiile la Seminarul rabinic Breslau și, după cerințele Seminarului, și la Facultatea de filozofie a Universității locale. 
A fost îndrumat și ajutat material de profesorii sai la seminar, rabinul Zacharias Fraenkel și istoricul Hirsch (Tzvi) Heinrich Graetz. După absolvire, a trăit scurte perioade la Cernăuți și Iași, dând meditații. A trecut prin experiența "vieții la țară", pe moșia unui evreu, Mayerhoffer. Relațiile încordate cu arendașul și împilarea țăranilor l-au determinat să plece la București pentru a propovădui morala și omenia. 
Aici a cunoscut o serie de intelectuali evrei, printre care și pe dr. Adolphe Stern. La 14 octombrie 1873, dr. M. Beck este prezentat ca director al Școlii primare "Iacob și Carolina Löebel", fiind de față ministrul Cultelor și Instrucțiunii Publice, gen. Christian Tell, fostul pașoptist. Marele Rabin Dr. M. Beck a fost numit apoi ca rabin și predicator la Templul Coral din București, unde a profesat timp de jumătate de veac. De asemenea, a oficiat și la Templul "Fraterna" din București. 
Erudit, extrem de modest, știa, însă, să-și povestească până la ultimul amănunt toate peripețiile vieții sale", avea umor, o minte ascuțită, era generos. În urma sa au rămas un lexicon ebraic-român, un dicționar neoebraic, o arhivă bogată în scrisori, documente, mii de predici scrise, discursuri, conferințe, mărturii ale relațiilor sale întinse cu comunități, loji "B'nai B'rith" din țară și din străinătate. S-a ocupat de personalități ale istoriei și culturii iudaice, ca Yohanan Ben Zakai, Ezra, Uriel Acosta, Baruch Spinoza, de literatură, Psalmi, a întocmit un "Sidur" (i.e carte de rugăciuni) etc. A colaborat la "Revista israelită", la publicații românești, a participat la polemici pe teme iudaice, a susținut acțiuni filantropice. 
Cu prilejul aniversării a 40 de ani de funcționare ca predicator și rabin la Templul Coral, dr. M. Beck a scris o autobiografie pe care a încredințat-o președintelui Comunității Evreilor din București, dr. Ely Berkowitz. El a contribuit la înființarea Școlii de meserii "Ciocanul" (București). A fost redactor al periodicului "Revista Israelită". 
A fost adeptul unei modernizari moderate a cultului iudaic. În 1884 a încercat. fără succes, să înlocuiască rugazciunea de Kol Nidrei din Ziua Expiațiunii - Yom Kipur - după modelul propus de rabinul reformat Abraham Geiger. Initial, s-a opus introducerii unei orgi în Templul Coral, dar. în cele din urmă. în 1901 a consimțit, cu conditia ca organistul să nu fie evreu. În 1905 a permis participarea la serviciul divin a unui cor mixt. Pe teme religioase s-a aflat în conflict cu rabinul Haim Schor, președintele Tribunalului rabinic din București, în cursul căruia între 1899-1905 a apelat și la autoritățile române. Diferendele s-au referit, intre altele la orientarea si conducerea vietii religioase in comunitatea evreilor așkenazi (de rit occidental) din București , precum și la juramântul pe care trebuiau să-l presteze soldații evrei din armata română. Spre deosebire de rabinul SChor, dr Beck s-a opus cu inversunare jurământului more judaico la care erau siliți evreii în fața autorităților, numindu-l „more barbarico”. 
```
Nevertheless, in 1884, he unsuccessfully attempted to replace the Kol Nidre prayer according to Abraham Geiger’s model. Originally Beck had opposed the idea of bringing an organ into the Choral Temple of Bucharest, but eventually he accepted the change on condition that the organist not be Jewish (1901); he also allowed a choir with both sexes (1905). His conflict on religious issues with the Orthodox rabbi Ḥayim Schor, head of the rabbinical court, was taken before state authorities in 1899–1905; the issue concerned the orientation and the leadership of the Jewish Ashkenazic religious life in Bucharest and also the oath taken by Jewish soldiers in the Romanian army, as well as the Jewish civil oath more judaico. (The oath more judaico was an oath taken on the Torah, which Jewish witnesses to Romanian civil trials were required to swear, calling down curses upon themselves should their testimony be false.) Beck opposed the oath, but Schor accepted it. 
```

S-a opus menținerii Jurământului "More judaico". A publicat primul "Manual de religie mozaică" în limba română. În anul 1905, a fost distins cu Ordinul "Coroana României". 
Marele Rabin Dr. Meyr Beck a trecut la cele veșnice în anul 1923. La înmormântarea acestui erudit dascăl a vorbit, printre alții, și Gala Galaction, care l-a comparat cu Hillel. I-au adus elogii Șef Rabinul dr. Iakob Itzhak Niemirower, dr. Wilhelm Filderman ș.a. În anul 1925, apărea de sub teascurile tipografiei "Curierul judiciar" de pe lângă Palatul de Justiție o carte broșată, "Cuvânt de omagiu", adus celui ce a fost dr. M. Beck. "Un mormânt îngust poate să cuprindă trupul plăpând, ce a adăpostit un suflet mare", se spune în "Cuvântul de introducere".

### Viața privată
Rabinul Beck era căsătorit cu Amalia. Li s-au născut patru fii (Avraham, Fritz, Isidor și Wilhelm) si cinci fiice (Iulia, casatorită Kanner; Mitzi,   căsatorita Sternberg; Shulamit, căsătorită Spodheim, și Charlotte, căsătorită Marcus). Fiul său, rabinul Abraham Beck i-a continuat drumul, ca rabin modern, doctor în teologie și filosofie la Universitatea din Viena. Fiii acestuia, Fritz și Theo Beck au emigrat în Israel în 1970, împreună cu familiile.

## Premii și onoruri
- 1904 Ordinul "Coroana României"
- 1921 Rabin de onoare al comunității evreiești din București

## Cărți
- 1881-1923 -  Vocabular analitic ebraico-românesc la Pentateuchul sau cele cinci cărți ale lui Moise   - cel dintâi dicționar biblic ebraic-român
- 1893 -  Învețătura religiunii mosaice pentru usul junimii israelite - ediția III-a
- 1906 - Istoria Templului Coral pe anii  1892-1906